# ألبرت كرو
ألبرت كرو (بالإنجليزية: Albert Crewe) (و. 1927 – 2009 م) هو فيزيائي، وأستاذ جامعي من المملكة المتحدة . ولد في برادفورد .
وكان عضواً في الأكاديمية الوطنية للعلوم، والأكاديمية الأمريكية للفنون والعلوم .

## التعليم
تعلم في جامعة ليفربول

## مناصب وهيئات
أدار جامعة شيكاغو.

## جوائز
حصل على جوائز منها:
- Albert A. Michelson Medal.